# 海の京都
海の京都（うみのきょうと、Kyoto by the Sea）は、2013年3月に京都府によって策定された観光プロジェクト。

## 概要
京都府北部地域の福知山市、舞鶴市、綾部市、宮津市、京丹後市、伊根町、与謝野町が対象となっている。
これらの地域を「海の京都」と呼ぶ事業は2013年3月に京都府によって策定された。また、2014年7月4日に観光圏整備法に基づき、観光庁によって「海の京都観光圏」として近畿地方で初めて認定された。当時の5か年計画では「平安の都人が憧れた桃源郷」をテーマとしている。「もうひとつの京都」として京都市を中心とする内陸とは異なる魅力を切り口に地域振興が進められている。京都府北部地域連携都市圏振興社（通称：海の京都DMO）が観光地域づくりを担う登録DMOとして活動する。
「道の駅海の京都 宮津」や「〜海の京都〜舞鶴赤れんがエクスプレス号」で名称が使われている。